# Estació d'Elx-Carrús
Elx-Carrús és una estació de ferrocarril subterrània situada a la ciutat valenciana d'Elx, a la comarca del Baix Vinalopó. Hi circulen trens de mitjana distància i rodalies pertanyents a la línia C-1 de Rodalies Múrcia/Alacant.
Està situada sota l'avinguda de la Llibertat, a la intersecció amb el carrer de Jorge Juan i l'avinguda de Novelda. L'accés a la mateixa se situa a la cantonada de l'avinguda de la Llibertat amb el carrer Òscar Esplà. El seu nom es deu a la situació propera al barri de Carrús i és l'estació que dona servei a les zones occidentals de la ciutat.

## Situació ferroviària
Es troba al pq 21,7 de la línia fèrria d'ample ibèric Alacant-El Reguerón, a 92,47 metres d'altitud.

## Història
En els anys 1960, el gran creixement d'Elx va propiciar la construcció d'un túnel ferroviari de 5,5 km, pel qual transcorre la línia fèrria que uneix Alacant amb Múrcia, de manera que es van crear en aquell moment les estacions actuals que posseeix la ciutat d'Elx.
El 2009, l'estació va ser reformada i modernitzada per pal·liar problemes de conservació i la limitada accessibilitat per a persones de mobilitat reduïda. Es van redistribuir els espais, ampliar el vestíbul, crear nous accessos i refer les andanes.

## Serveis ferroviaris

### Rodalies
L'estació forma part de la línia línia C-1 de Rodalies Múrcia/Alacant.

### Mitjana Distància
Els serveis de mitjana distància tenen com a principals destinacions les ciutats de Múrcia, Cartagena, Llorca, Alacant, València, Saragossa i Osca.
| Línia MD | Trens     | Origen/Destinació |  | Destinació/Origen           |
| -------- | --------- | ----------------- |  | --------------------------- |
|          | Intercity | Osca              |  | Múrcia del Carmen           |
| 43       | MD        | Alacant-Terminal  |  | Estació de Llorca-Sutullena |
| 44       | MD        | València-Nord     |  | Cartagena                   |